# 佐世清宗
佐世清宗（平假名：させ きよむね），日本戰國時代的武將。家系為出雲國守護佐佐木氏一門。官位是伊豆守。父親為佐世幸勝。兒子為佐世正勝、佐世元嘉。

## 生涯
起初為出雲州眾的一員，仕於出雲國尼子氏，主君尼子晴久任命為奉行眾，並以富田眾一員於奉行連署狀署名。由於文藝造詣甚高，主君晴久屢次邀請清宗出席連歌會。出家後自號自閑齋。天文23年（1554年）元旦，富田城中「杵築大社法樂」的連歌會也有出席。
由於安藝國毛利氏的勢力逐漸擴大，屢次受任派兵出戰。天文9年（1540年）9月，進攻毛利元就的吉田郡山城。永祿3年（1560年）7月，進攻石見銀山山吹城。毛利氏開始進行出雲侵略後，永祿6年（1563年）9月，以尼子倫久為總大將派兵前往白鹿城救援，但作戰失利敗北而撤退。永祿8年（1565年）4月，毛利元就進攻月山富田城之際，跟隨大將尼子秀久率3,000餘人於菅谷口守備。
但由於月山富田城内已經長期被包圍而顯得混亂，永祿8年（1565年）冬，與2個兒子一起向毛利氏包圍軍降伏。清宗以外的尼子氏重臣，如龜井安綱、河本隆任、川副久盛、牛尾幸清、湯惟宗等紛紛降伏，而清宗享有破格之待遇。